# Þorleifur Þórðarson
Þorleifur Þórðarson (Thorleifur Thordharson, n. 1196) fue un caudillo medieval y goði de Islandia en el siglo XIII, tuvo un papel relevante durante la guerra civil islandesa, episodio histórico conocido como Sturlungaöld. Pertenecía al clan familiar de los Sturlungar y era hijo de Þórður Böðvarsson. Su padre murió en 1220 y él se convirtió en caudillo de Borgarfjörður, pero enseguida encontró la oposición de Sturla Sighvatsson y su ambición de extenderse al oeste. En 1236 Sturla se retiró, pero regresó con fuerzas ofensivas del suroeste y de Borgarfjörður en primavera, enfrentándose en la batalla de Bæjar (1237). Þorleifur perdió la batalla y se vio forzado a exiliarse durante tres años pero recuperó de nuevo sus propiedades.
Su hermano Böðvar Þórðarson era cuñado de Kolbeinn ungi Arnórsson y junto a un tercer hermano Markús Þórðarson estuvieron todos muy implicados en la guerra civil.